# نووی اوریه‌باش
نووی اوریه‌باش (انگلیسی: Novy Oryebash) یک شهرک در شهرستان کالتاسینسکی استان باشقیرستان کشور روسیه است.